# Большекибячинское сельское поселение
Большекибячинское се́льское поселе́ние — муниципальное образование в Сабинском районе Татарстана Российской Федерации.
Административный центр — село Большие Кибячи.

## История
Статус и границы сельского поселения установлены Законом Республики Татарстан от 31 января 2005 года № 39-ЗРТ «Об установлении границ территорий и статусе муниципального образования "Сабинский муниципальный район" и муниципальных образований в его составе».

## Население
| 2010 | 2011  | 2012  | 2013  | 2014 | 2015 | 2016 |
| ---- | ----- | ----- | ----- | ---- | ---- | ---- |
| 1048 | ↘1046 | ↘1034 | ↘1013 | ↘997 | ↘985 | ↘962 |
| 2017 | 2018  |       |       |      |      |      |
| ↘934 | ↘926  |       |       |      |      |      |

## Состав сельского поселения
| № | Населённый пункт | Тип населённого пункта       | Население |
| - | ---------------- | ---------------------------- | --------- |
| 1 | Большие Кибячи   | село, административный центр |           |
| 2 | Малые Кибячи     | деревня                      |           |
| 3 | Тюбяк            | село                         |           |